# HEM Business School
 (octobre 2015).
Si vous disposez d'ouvrages ou d'articles de référence ou si vous connaissez des sites web de qualité traitant du thème abordé ici, merci de compléter l'article en donnant les références utiles à sa vérifiabilité et en les liant à la section « Notes et références ».
L'Institut des hautes études de management (en arabe :  المعهد العالي للتدبير), ou HEM, est un institut d’enseignement supérieur privé de management marocain créé en 1988, dont le siège est situé au quartier Californie, au sud de Casablanca.

## Présentation

### Histoire
HEM a été créée par le professeur Abdelali Benamour (actuellement[Quand ?] président du Conseil de la concurrence) et inauguré le 24 mai 1988.  En 2013, la Banque Mondiale devient actionnaire de HEM. Ce partenariat stratégique consiste
ainsi en un investissement direct de la Banque Mondiale dans HEM pour accompagner les projets de croissance de l’école.
Il s’agit là du 1er investissement de la Banque Mondiale dans un établissement d’enseignement privé au Maroc.

### Mission
HEM a pour rôle :
- la formation de gestionnaires d'entreprises ;
- la création d'une valeur ajoutée en savoir, savoir-faire et savoir-être au niveau des entreprises marocaines ;
- l'éducation des étudiants aux valeurs de civisme et de citoyenneté ;
- la recherche scientifique ;
- la contribution au développement global du pays.

### Établissements
L'institut dispose de cinq établissements dotés d'un campus  :
- HEM Casablanca, ouvert depuis 1988 ;
- HEM Rabat, ouvert depuis 1993 ;
- HEM Marrakech, ouvert depuis 2004 ;
- HEM Tanger, ouvert depuis 2008 ;
- HEM Fès, ouvert depuis 2010[2];

### Centres liés
- L'Agora (centre de conférences et de formation continue)
- Le Centre d'études sociales, économiques et managériales (CESEM)[3], qui publie tous les quatre mois La Revue Economia[4].

## Partenariats
HEM a établi des conventions de coopération avec des établissements d'études supérieures :
Français 
- Institut d'études politiques de Paris
- Université Paris-Dauphine
- Institut d'administration des entreprises de Lyon (Université Jean Moulin Lyon III)
- Institut d'administration des entreprises de Paris (Université Paris-I Panthéon-Sorbonne)
- Université Paris II Panthéon-Assas
- Reims Management School
- EDC Paris Business School
- IESEG School of Management
- KEDGE Business School
- Groupe Sup de Co La Rochelle
- ISC Paris Business School
- NEOMA Business School

Italien 
- Université de Sienne

Portugais 
- Nova School of Business & Economics

Allemands
- EBS Allemagne
- Munich Business School

Belges
- Louvain School of Management (université catholique de Louvain)
- Solvay Brussels School

Néerlandais
- Université Inholland
- Rotterdam Business School
- Maastricht University

Anglais
- Regent's University London

Américains
- UCLA  Université de Californie à Los Angeles
- Florida International University

Sud-Africains
- University of Cape Town Graduate School of Business
- Groupe ISM

Malaisien
- Universiti Sains Malaysia

Coréens 
- Chung-Ang University
- Kongju National University

Danois 
- UniversityCollege of Northern Denmark

Inde
- Indian Institute of Management Bangalore (IIMB)